# 두주의 아롱디스망
두의 아롱디스망에는 총 3개가 있다.

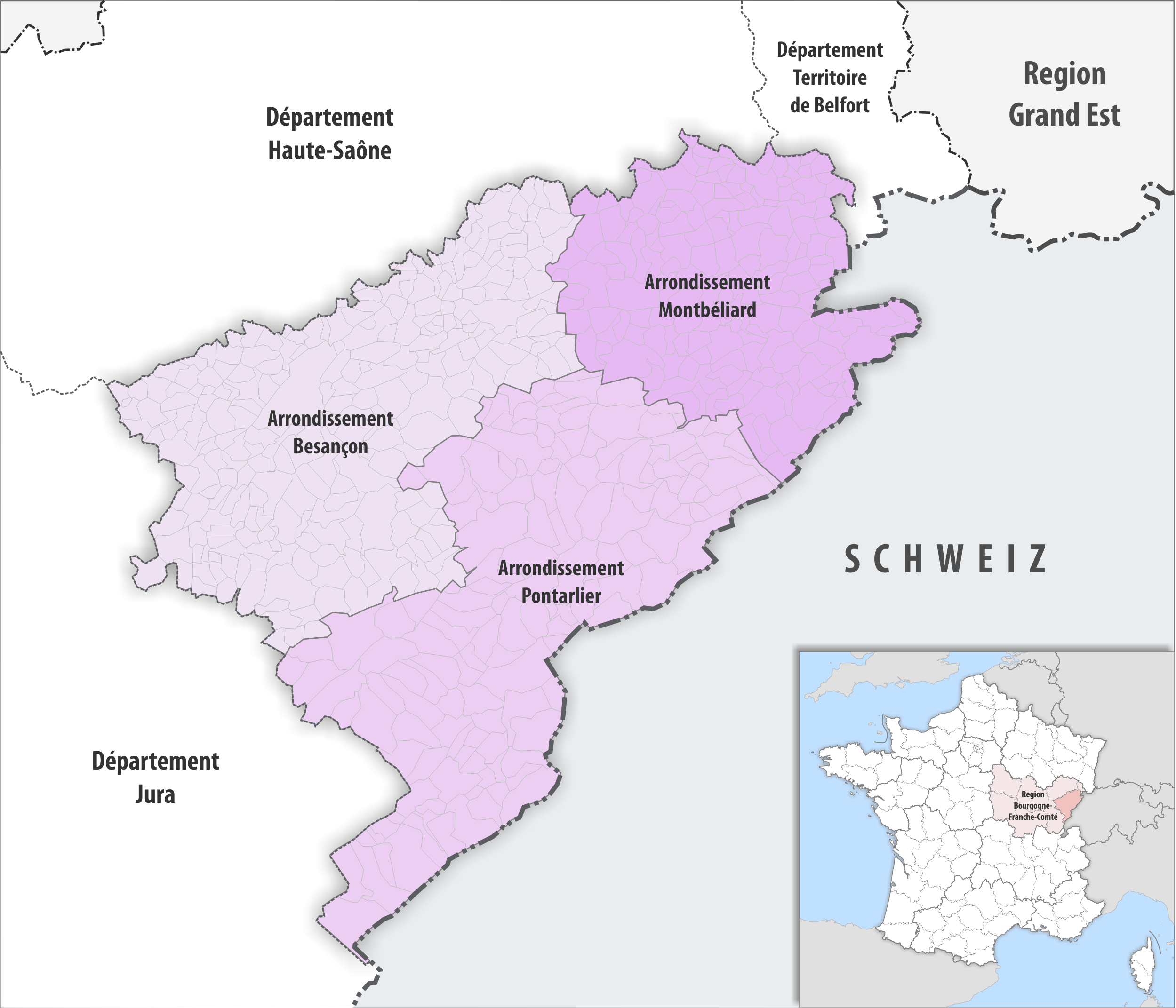
두주의 아롱디스망

- 브장송 아롱디스망 (Besançon, 두의 주도 : 브장송)은 11개의 캉통과 256개의 코뮌이 속해 있다.
- 몽벨리아르 아롱디스망 (Montbéliard, 준주도 : 몽벨리아르)은 7개의 캉통과 168개의 코뮌이 속해 있다.
- 퐁타를리에 아롱디스망 (Pontarlier, 준주도 : 퐁타를리에)은 5개의 캉통과 149개의 코뮌이 속해 있다.

## 역사
- 1790년: 두 데파르트망 신설, 6개 디스트리크 설치 - 봄, 브장송, 오르낭, 퐁타를리에, 캉제, 생이폴리트
- 1800년: 4개 아롱디스망 설치 - 봄레담, 브장송, 퐁타를리에, 생이폴리트
- 1916년: 생이폴리트 아롱디스망이 몽벨리아르로 청사를 이전하면서 개명
- 1926년: 봄레담 아롱디스망 폐지[1]
- 2009년 1월: 퐁타를리에 아롱디스망이 브장송 아롱디스망에서 피에르퐁텐레바랑 캉통과 베르셀빌디외르캉 캉통을, 몽벨리아르 아롱디스망에서 르뤼세 캉통을 받아오면서 경계 확대.[1]
- 2015년 3월: 2014년 캉통 개편으로 한 아롱디스망 내에만 있던 캉통들이 여러 아롱디스망에 걸쳐 존재할 수 있게 됨